# Chaz Lamar Shepherd
Chaz Lamar Shepherd (* 26. Oktober 1977 in Philadelphia, Pennsylvania) ist ein US-amerikanischer Schauspieler.
Seinen ersten Fernsehauftritt hatte Shepherd 1993 im Fernsehfilm Survive The Night. Es folgten weitere Nebenrollen in Fernsehserien wie Ein Hauch von Himmel und Filmen wie Set It Off.
Zwischen 1996 und 2001 spielte er in 32 Folgen die Rolle des John Hamilton in der Fernsehserie Eine himmlische Familie.

## Filmografie (Auswahl)
- 1993: Survive the Night
- 1996: Moesha
- 1996: Der verrückte Professor (The Nutty Professor)
- 1996: Set It Off (Set It Off)
- 1996–2001: Eine himmlische Familie (7th Heaven)
- 1998: The Temptations
- 2001: Ein Hauch von Himmel (Touched by an Angel)
- 2004: Woman Thou Art Loosed
- 2016: Haters Back Off
- 2018: Marvel’s Luke Cage (Fernsehserie, 5 Episoden)